# ویرجین آتلانتیک

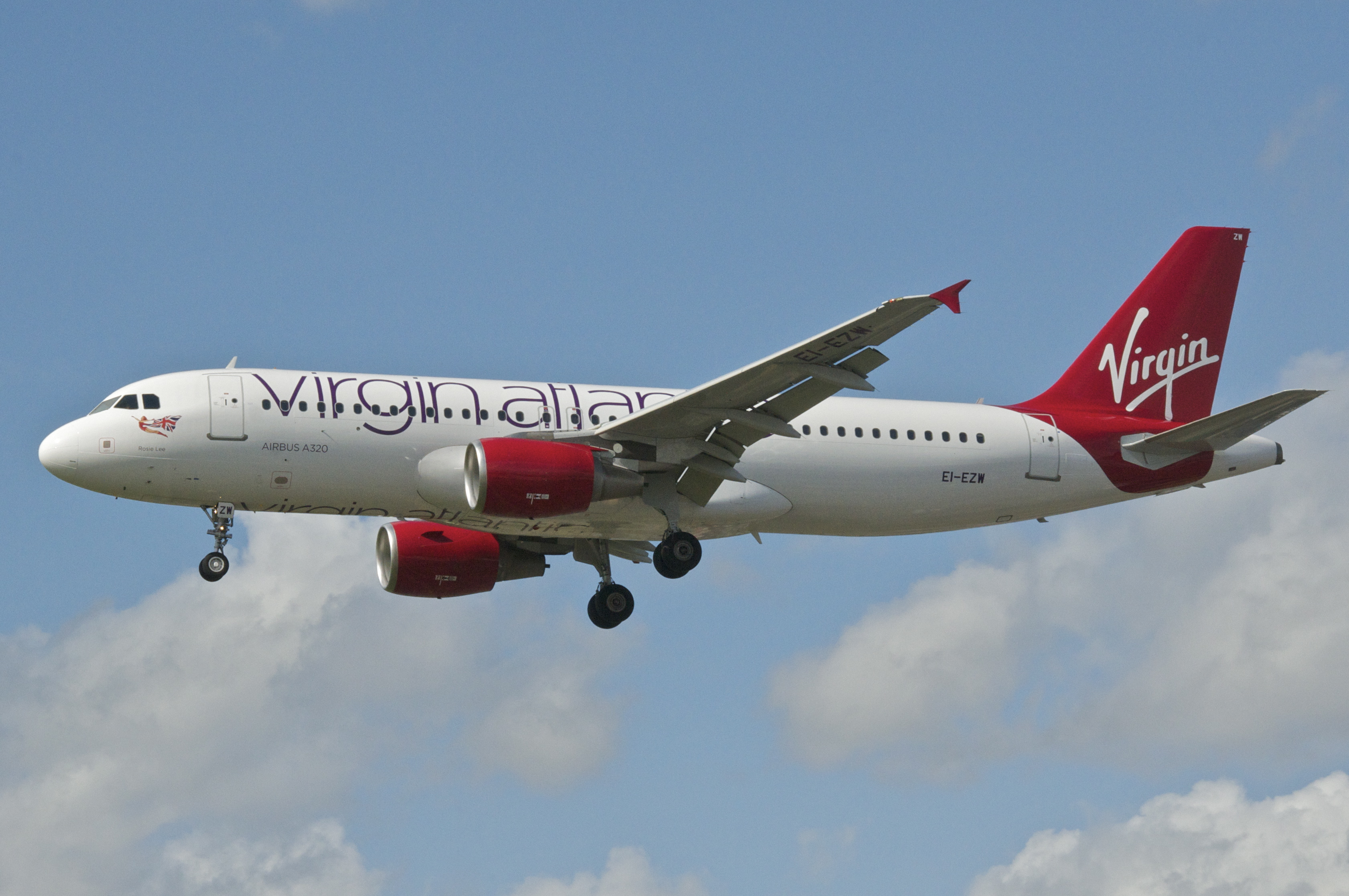
ایرباس ای۳۲۰ از ناوگان سابق ویرجین آتلانتیک

ویرجین آتلانتیک (به انگلیسی: Virgin Atlantic) شرکت هواپیمایی بریتانیایی است، که ۵۱٪ درصد از سهام آن، متعلق به ریچارد برانسون مالک گروه ویرجین می‌باشد. شرکت دلتا ایرلاینز نیز ۴۹٪ درصد از سهام این شرکت را در اختیار دارد.
شرکت هواپیمایی ویرجین آتلانتیک در سال ۱۹۸۴ راه‌اندازی شد و در سال ۲۰۱۲ با جابجا نمودن بیش از ۵٫۴ میلیون مسافر، به‌عنوان هفتمین شرکت هواپیمایی بریتانیا شناخته شد. دفتر مرکزی این شرکت در شهر کراولی، انگلستان قرار دارد.
| مدل            | در خدمت | سفارش ها | توضیحات          |
| -------------- | ------- | -------- | ---------------- |
| ایرباس300-330  | 10      | -        |                  |
| ایرباس200-330  | 4       | -        |                  |
| ایرباس1000-350 | 7       | 12       |                  |
| بویینگ9-787    | 17      | -        |                  |
| ایرباس900-330  | -       | 14       | تحویل از سال2022 |
| جمع            | 38      |          |                  |